# 세븐나이츠
세븐나이츠(영어: Seven Knights)는 넷마블 넥서스에서 개발한 모바일 플랫폼을 기반으로 하는 롤플레잉 게임이다. 대한민국의 유저는 카카오계정 또는 애플 계정(iOS 사용자의 경우), 그 외 국가의 유저는 구글 계정과 연동하여 플레이할 수 있다.

## 게임방식
세븐나이츠는 유저가 소지한 영웅 중 5인의 영웅이 하나의 덱을 구성하여 플레이하는 롤플레잉 게임이다. 유저는 각각의 소지한 영웅을 다양한 방법으로 강화하여 강한 덱을 구성하여 몬스터나 타 유저와의 전투에서 승리하는 것을 기본적인 목적으로 한다. 다양한 던전과 컨텐츠 등을 점령하고, 타 유저와의 경쟁 등에서 승리하면서 유저와 영웅의 레벨을 상승시키고, 덱을 점차 강화시킬 수 있다.
세븐나이츠는 카드 수집 게임과 롤플레잉 게임의 성격을 둘 다 가지고 있는데, 유저가 소지한 개개의 영웅은 카드로 취급되는가 하면, 전투 자체는 턴 기반으로 진행되며, 기본 공격과 스킬 공격이 별개로 발동하는 점이 특징이다. 기존의 카드 수집 게임 등에 존재하는, 카드 강화 등을 통해 조건에 부합한 카드를 가지고 있다면 영웅을 강화시킬 수 있다. 기존의 롤플레잉 게임이 그렇듯, 각각의 영웅은 레벨을 상승시킬 수록 능력치가 상승하며, 길드, 공성전 등 다양한 컨텐츠를 이용하여 더 강해지는 것이 주요 목표이다.

### 모험
메인 화면에서 '모험'을 클릭할 시 모험지역으로 입장하며 각각의 영지와 영지별 스테이지를 선택해 덱을 구성하여 모험을 진행할 수 있다.
모험에 입장시 정해진 적들을 상대하는 스테이지 지역이 있으며 모험 한 번에 열쇠하나씩 소모한다. 스테이지 지역에서는 골드와 경험치를 획득할 수 있다. 각 스테이지별, 난이도별로 최초 클리어시 스토리가 연출된다. 영지는 14개가 존재하며 각각 적게는 10개부터 많게는 20개의 스테이지를 가지고 있다.

### 요일 던전
요일 던전은 요일에 따라 스테이지가 변경되고,난이도는 쉬움~신화가 있다. 난이도가 높을수록 얻는 재화의 양이 높아진다. 그리고 하루에 한번 신화정수,각성의 조각을 획득할 수 있다.

### 공성전
길드에 가입해야지 들어갈 수 있는 던전중 하나이다.

요일마다 영웅들이 달라진다.

과거에는 난이도가 쉬움, 보통, 어려움, 지옥으로 나뉘어 있었으나 현재는 각성 세븐나이츠 영웅들로 구성된 스테이지들이 존재한다.

특정 요일에는 일정 등급을 달성할 경우 다음날 (구)세븐나이츠 영웅을 보상으로 준다.

### 길드 던전
길드에 가입을 해야만 들어갈 수 있는 던전중 하나이다.
각 스테이지별로 보상을 주며 영지가 높아질때마다 보상이 좋아진다.

### 재화 던전
재화 던전은 열쇠를 소모해 입장하여 하루 한번 클리어가 가능한 던전이다. 골드, 영웅 전용장비와 영혼 강화에 유용한 것들을 획득할 수 있다.

### 스마트모드
스마트모드는 방치형으로,방치만 해 두어도 가장 쉽게 자원을 얻을 수 있는 모드 중 하나이다.

### 난타전
초심자와 숙련자 모드가 있으며 보스가 죽을시 클리어된다. 장비 감정을 할 수 있는 아이템을 획득할 수 있다.

### PVP
세븐나이츠의 PVP모드에는 결투장과 투기장, 실시간 결투장, 길드전 등의 컨텐츠가 존재한다. 이중, 길드전은 대한민국 출시 버전에 한해 플레이할 수 있다.
결투장의 경우, 무작위로 선택된 비슷한 실력의 유저의 덱과 대결하는 시스템으로, 자동으로 플레이되며 유저의 조작은 불가능하다. 이러한 단점을 보완하기 위해 세븐나이츠는 실시간 결투장 기능을 따로 선보이고 있으며, 실시간으로 접속해있는 상대와 전투를 벌일 수 있다. 유저의 조작이 가능하지만, 한정된 시간에 한해 플레이할 수 있다.

## 이야기
세븐나이츠는 영웅 에반,여우 유리,마법사 카린을 중심 인물로 설정하고, 위기에 빠진 세계관을 구하기 위해 동료와 함께 적들과 전투를 이어가는 스토리를 취하고 있다.